# Svätý Kríž
Svätý Kríž é um município da Eslováquia, situado no distrito de Liptovský Mikuláš, na região de Žilina. Tem 9,41 km² de área e sua população em 2018 foi estimada em 829 habitantes.

## Demografia
| Ano:        | 1994 | 2004    | 2014    | 2024    |
| ----------- | ---- | ------- | ------- | ------- |
| Broj ljudi: | 611  | 683     | 801     | 964     |
| Razlika:    |      | +11,78% | +17,27% | +20,34% |

| Ano:               | 2023 | 2024   |
| ------------------ | ---- | ------ |
| Número de pessoas: | 938  | 964    |
| Diferença:         |      | +2,77% |